# الامگاره
الامگاره (به انگلیسی: Alamgarh) یک منطقهٔ مسکونی در پاکستان است که در پنجاب (پاکستان) واقع شده‌است.